# Dina (sångare)
Ondina Maria Farias Veloso, känd under artistnamnet Dina, född 18 juni 1956 i Carregal do Sal i distriktet Viseu, död 11 april 2019 i Lissabon, var en portugisisk sångerska.

## Biografi
Dinas musikaliska karriär började i bandet Quinteto Angola 1975, som hon spelade in två EP:s med. Från 1980 satsade hon på en solokarriär. Hon deltog för första gången i Festival da Canção 1980 med låten Guardando em Mim och kom på åttondeplats. Hon återkom till tävlingen 1982 med två bidrag: Em Segredo och Gosto do Teu Gosto, som kom på åttonde- respektive sjätteplats. Efter att ha släppt några singlar gav hon sitt debutalbum Dinamite 1982. Hon gjorde ytterligare ett försök i tävlingen 1992 med låten Amor de Água Fresca och vann. I Eurovision Song Contest samma år kom hon på en sjuttondeplats med tjugosex poäng. Dina har därefter utgivit ett antal studioalbum och komponerat musiken till TV-serierna Filha do Mar (2001-2002) och Sonhos Traídos (2002).

## Diskografi
- Dinamite (1982)
- Aqui e agora (1991)
- Guardado em mim (1993)
- Sentidos (1997)
- Guardado em mim 2002 (2002)
- Da cor da vida (2008)